# 54 ق هـ
54 ق هـ هي السنة الرابعة الخمسين السابقة للهجرة النبوية، وهي توافق ما بين سنتي 569 و570 حسب التقويم الميلادي، أي أنها بدأت في سنة 569م وانتهت في سنة 570م.